# Gülzow-Park

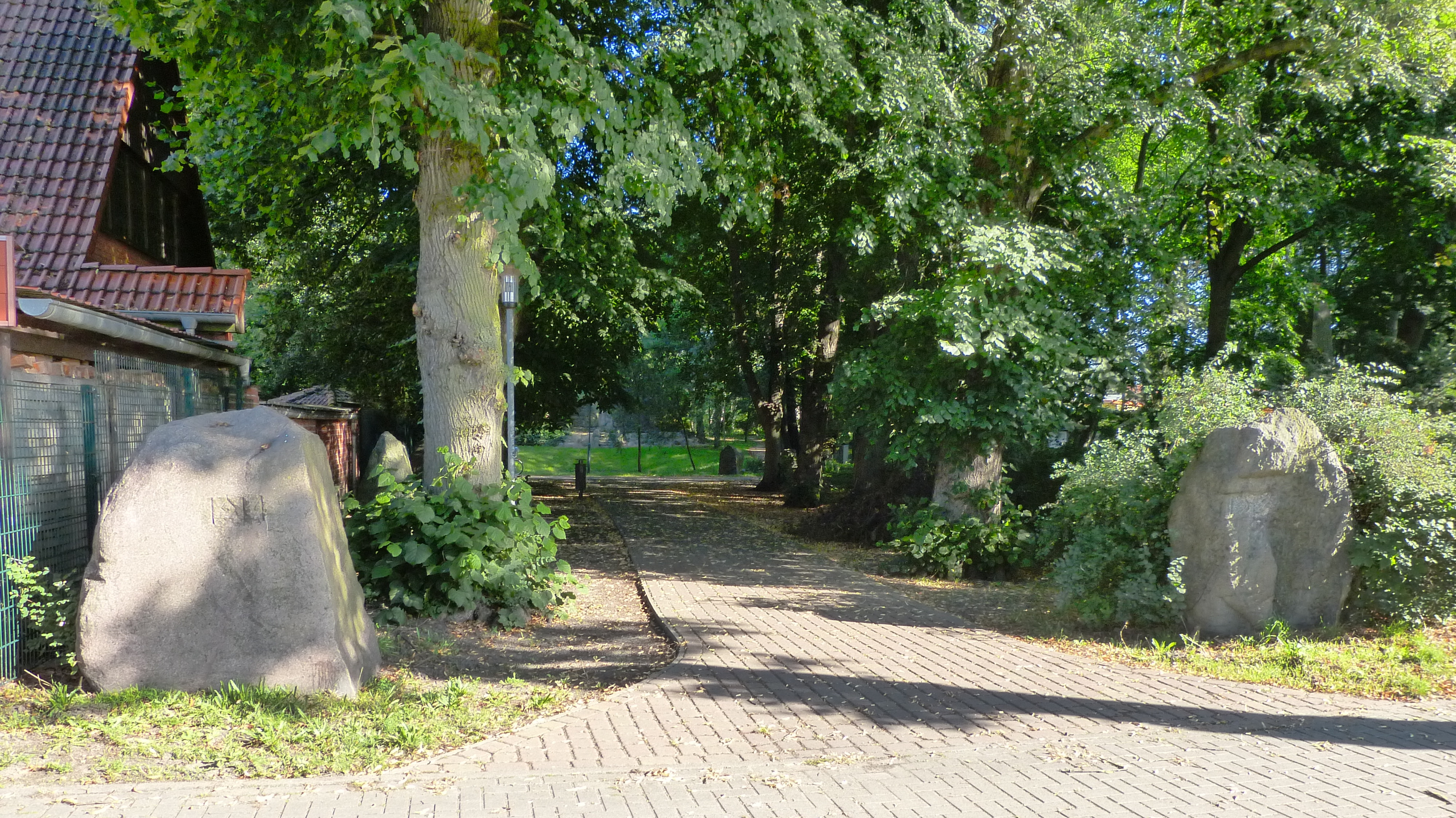
Eingang zum Gülzow-Park

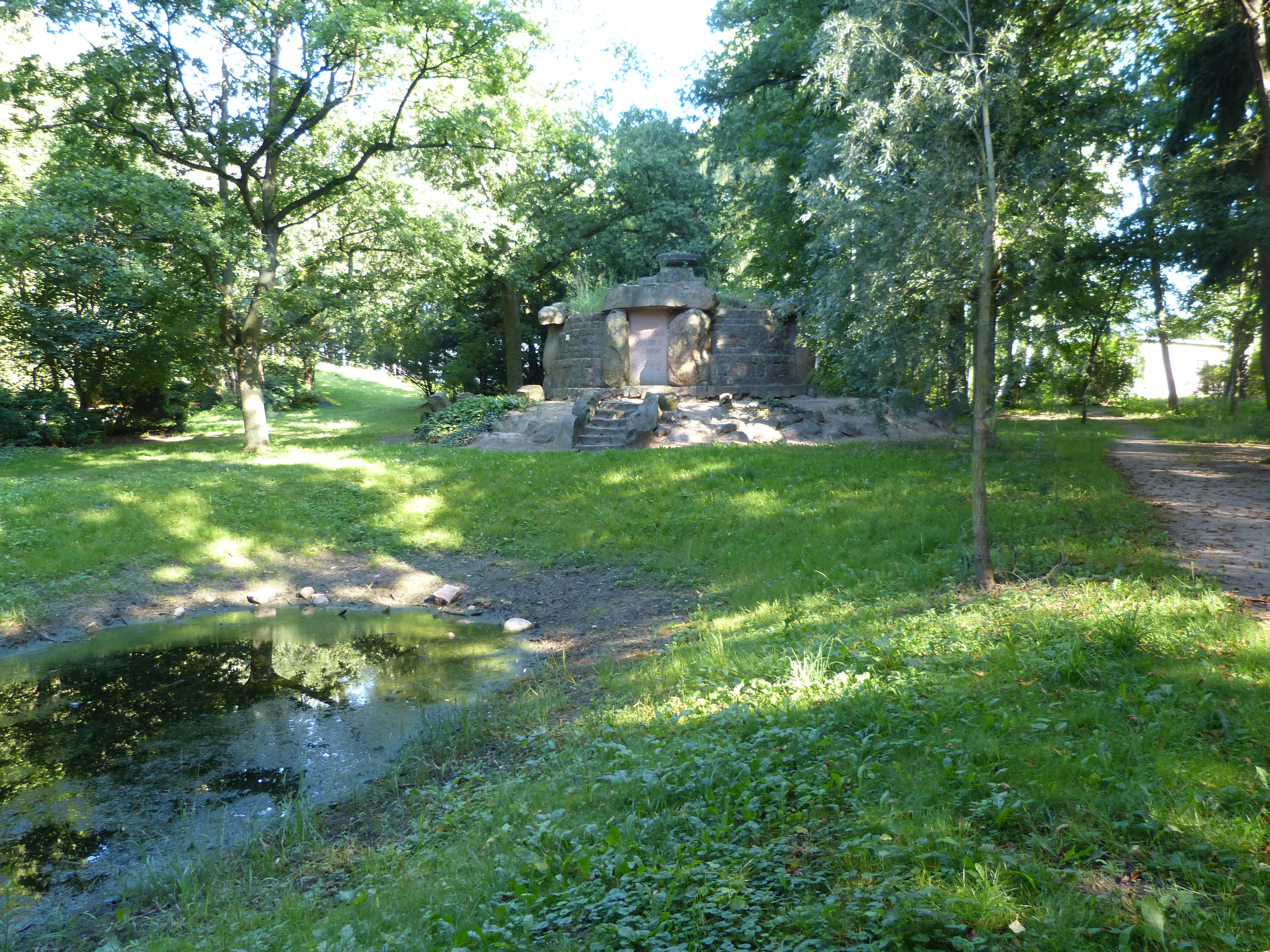
Weltkriegsdenkmal

Der Gülzow-Park, auch Gülzowpark, ist eine Parkanlage in der Stadt Loitz im Landkreis Vorpommern-Greifswald. Der rund 4 Hektar große Park befindet sich in der nordöstlichen Vorstadt, nördlich der Straße nach Grimmen, der ehemaligen Bundesstraße 194.
Auf Initiative des Loitzer Lehrers Christian Karl Friedrich Gülzow († 16. April 1856 in Stoltenhagen; † 3. Januar 1934 in Loitz) begann der 1888 gegründete Loitzer Verschönerungsverein Anfang der 1890er Jahre mit dem Anpflanzen von Bäumen in einer ehemaligen Sandgrube. Zur Finanzierung wurden Feste, Theateraufführungen, Vorträge und Konzerte veranstaltet. Zu Ehren Gülzows wurde der Park 1927 nach ihm benannt.
In der ersten Hälfte des 20. Jahrhunderts wurden mehrere Denkmale im Park aufgestellt. Ein 1915 begonnenes Denkmal anlässlich des 100. Jahrestages der Zugehörigkeit des ehemaligen Schwedisch-Pommerns zu Preußen konnte wegen des Ersten Weltkriegs erst 1921 enthüllt werden. 1925 wurde im Zentrum des Parks ein Denkmal für die Gefallenen des Ersten Weltkriegs errichtet. Mit Ergänzung der Inschrift nach dem Ende des Zweiten Weltkriegs wurde es dem Gedenken aller Weltkriegsopfer gewidmet. Beiderseits des Hauptwegs von der Goethestraße zum Denkmal aufgestellte stelenartige, grob bearbeitete Findlinge, trugen ursprünglich Tafeln mit den Namen berühmter Schlachten, die in den 1950er Jahren entfernt wurden.
1940 wurde ein zuvor seit 1891 auf dem Loitzer Postberg stehendes Denkmal für die Gefallenen des Deutsch-Französischen Krieges von 1870 bis 1871 in den Gülzow-Park umgesetzt.
Nach dem Zweiten Weltkrieg wurde im Park ein Denkmal für die gefallenen sowjetischen Soldaten der Roten Armee aufgestellt.
1968/1969 wurde in freiwilliger Arbeit von Loitzer Bürgern mit Unterstützung örtlicher Betriebe im Park eine Freilichtbühne gebaut. Sie wurde bei der Sanierung des Parks 2006 durch einen Neubau ersetzt.